# Joe Hurst
Joe Hurst (* 3. Mai 1999 in Newport) ist ein walisischer Schauspieler. 

## Karriere
Der Waliser Hurst begann, sich als Kind für die Schauspielerei zu interessieren, als er sich 2009 auf eine Anzeige zu einem Theatervorsprechen meldete. Ab 2011 nahm er Schauspielkurse in Cardiff, wodurch er auch erste Kleinauftritte in Filmen erhielt. Im Alter von dreizehn Jahren war er ein Werbegesicht für Milka.
Nachdem Hurst 2015 seine erste Hauptrolle in der Miniserie Ein plötzlicher Todesfall gedreht hatte, begann er auf Anraten eines Regisseurs mit dem Young Actors Studio des Royal Welsh College of Music & Drama zu trainieren. 2016 war er in Alice im Wunderland: Hinter den Spiegeln zu sehen und drehte unter anderem für Ready Player One. Mit achtzehn Jahren ging er für etwa ein Jahr nach Budapest, um für The Terror zu drehen. Später war er für kurze Zeit auch Student an Royal Welsh College, das er nach wenigen Wochen verließ, um für die Serie Wanderlust von BBC und Netflix zu spielen, die 2018 erschien. Im selben Jahr spielte er in dem Theaterstück Songlines der Musikerin Tallulah Brown.

## Filmografie
- 2015: Ein plötzlicher Todesfall (Casual Vacancy, Miniserie, 3 Episoden)
- 2016: Alice im Wunderland: Hinter den Spiegeln (Alice Through the Looking Glass)
- 2017: Snatch (Fernsehserie, 2 Episoden)
- 2018: Ready Player One
- 2018: The Terror (Fernsehserie, 2 Episoden)
- 2018: Wanderlust (Fernsehserie, 6 Episoden)
- 2020: Industry (Fernsehserie, 1 Episode)
- 2021: Die Ausgrabung (The Dig)
- 2022: Save the Cinema
- 2024: Senna (Miniserie, 3 Episoden)